# Louise de Salm-Dhaun
 (mars 2024).
Louise de Salm-Dhaun, est née à Dhaun (Rhingraviat de Salm-Dhaun) le 27 février 1721 et meurt à Cologne le 23 décembre 1791. 

## Biographie
Elle est la fille du comte Charles de Salm-Dhaun (1675-1733) et de Louise de Nassau-Ottweiler (1686-1773).
Le 19 juin 1744 elle se marie à Dhaun avec Guillaume-Louis de Kirchberg (1709-1751), fils de Georges-Frédéric de Kirchberg (1683-1749) et de Sophie-Amélie de Nassau-Ottweiler (1688-1753). De ce mariage naissent:
- Charles Frédéric (1746- ?).
- Guillaume-Georges de Kirchberg (1751-1777), marié avec Isabelle-Augusta de Reuss-Greiz (1752-1824)